# Batalla de Burkersdorf
La Batalla de Burkersdorf fue una batalla librada el 21 de julio de 1762 durante la  tercera guerra de Silesia dentro del conflicto mayor de la guerra de los Siete Años. Un ejército prusiano de 40 000 hombres luchó contra un ejército austriaco de alrededor de 30 000 hombres.

## Antecedentes
Después de la muerte de  Isabel de Rusia,  zarina de Rusia, su sobrino  Pedro III subió al trono. Pedro era un gran admirador de  Federico el Grande y de todas las cosas prusianas y Federico lo usó para su ventaja. Pedro retiró rápidamente su ejército de la guerra, abandonó la Prusia Oriental ocupada por los rusos, y firmó un tratado de paz con Federico. Después envió  fuerzas para ayudar al ejército prusiano en la campaña contra los austriacos.
Sin embargo, el reinado de Pedro III duró poco ya que su esposa, Catalina la Grande, se apoderara del trono y él murió poco después. Catalina se retiró de la guerra y envió órdenes para que el conde Zakhar Tchernyshov ayudara a los prusianos a retirarse.
Al ver la necesidad de una acción rápida, Federico convenció al general ruso de quedarse unos días más, no para tomar parte en la batalla, sino para ser una fuerza que pesara en las decisiones del general austriaco. Frederick atacó y ganó la batalla y la fuerza rusa regresó a casa. Los intentos de Catalina de reanudar la guerra contra Prusia fueron en vano ya que las conversaciones de paz ya se estaban iniciando en Hubertsberg.

## La batalla
En la noche del 21 de julio, Federico II colocó secretamente su artillería frente a las alturas ocupadas por los austriacos. Al amanecer la artillería prusiana abrió fuego contra la caballería austriaca que huyó y puso en desorden a su propia infantería. Posteriormente la infantería prusiana asaltó en tres columnas y capturó varias armas de fuego. Los austriacos se retiraron después de haber tenido cerca de 1 000 muertos y 2 000 prisioneros.

## Consecuencias
Después de su victoria los prusianos pusieron sitio a la fortaleza de Schweidnitz, en Świdnica, levantada el año anterior por el general austriaco  Laudon. Daun, aliviado por la partida de las fuerzas rusas, reunió a todas sus fuerzas —unos 47 000 hombres—. El 16 de agosto trató de tomar venganza pero la batalla de Reichenbach concluyó con una victoria de Prusia. Frederic renuncia a perseguir a los austriacos. Los prusianos reanudaron el asedio de Schweidnitz, que capituló el 9 de octubre. Con esta serie de operaciones queda definitivamente  Silesia en posesión de Prusia.